# Cidahu (Pasawahan, Purwakarta)
Cidahu is een bestuurslaag in het regentschap Purwakarta van de provincie West-Java, Indonesië. Cidahu telt 1403 inwoners (volkstelling 2010).